# Jan Karnkowski (zm. po 4 kwietnia 1616)
Jan Karnkowski herbu Junosza (ur. ok. 1520/1525, zm. po 4 kwietnia 1616 roku) – kasztelan lądzki.

## Rodzina
Pochodził z rodziny szlacheckiej herbu Junosza. Syn Tadeusza i Elżbiety Olszewskiej z Kanigowa. Miał 3 braci: Stanisława (1520-1603), arcybiskupa gnieźnieńskiego, Dadźboga i Piotra (zm. 1604), podkomorzego płockiego i starostę bobrownickiego.
Dwukrotnie żonaty:
Pierwsza żona Dorota Moszczeńska urodziła syna Marcina (1554-1631), księdza.
Druga żona Jadwiga Smogulecka z Nadborowa urodziła 10 dzieci:
- Stanisława (1566–1646), dworzanina, kasztelana dobrzyńskiego
- Andrzeja, kasztelana kowalskiego, czterokrotnie żonatego, m.in. z Elżbietą Działyńską, córką Stanisława, kasztelana elbląskiego, wojewody malborskiego i chełmińskiego.
- Jana, właściciela dóbr Nadborów
- Erazma (zm. 1634), podkomorzego łęczyckiego, kasztelana rypińskiego
- Annę (zm. 1616), żonę Jana Debrzyńskiego, Andrzeja Kosteckiego, Krzysztofa Wężyka Rudzkiego i Jakuba Szczawińskiego, wojewody brzeskokujawskiego
- Dorotę – żonę Andrzeja Latalskiego, Jerzego Niemojewskiego, Hieronima Walewskiego i Benedykta Witosławskiego
- Zofię, która poślubiła Adama Czerskiego, kasztelana dobrzyńskiego
- Elżbietę, późniejszą żonę Macieja Węgierskiego, następnie Jakuba Rogalińskiego
- Katarzynę po mężu Przerębską
- Jadwigę, żonę Tomasza Stępowskiego, podkomorzego gostyńskiego
- Nieznaną z imienia córkę, która została zakonnicą, norbertanką w Łęczycy.

## Pełnione urzędy
Początkowo pełnił urząd skarbnika dobrzyńskiego (1567), następnie został podkomorzym dobrzyńskim.
Piastował urząd starosty łęczyckiego w latach 1588–1617 oraz kasztelana lądzkiego (1597–1613).
Właścicielem rodzinnego Karnkowa został w 1564 roku.
Poseł na sejm pacyfikacyjny 1589 roku z województwa łęczyckiego.
W 1589 roku był sygnatariuszem ratyfikacji traktatu bytomsko-będzińskiego na sejmie pacyfikacyjnym.